# 消渇
消渇（しょうかち、しょうかつ）は、現在では糖尿病を指す言葉として用いられている。
大塚敬節によると本来の伝統中国医学（東洋医学）の用語では、口渇がひどく多量の水を飲んでも、体内でその水が消えてなくなるすなわち尿量が少ないことで現在の脱水状態をいう。古今方彙では「口渇甚だしく排尿回数多きもの」を指している故に現代医学の病名に比較すれば糖尿病に匹敵するが、実際には腎機能障害、心臓血管不全、水分代謝中枢障害が原因となって起こる口渇と多尿の証候を意味している。
強中症として色を好み、丹石を多く食べて真気が脱落し、熱邪が出て、痩せてきて、小便が膏油のようで、いつも勃起し、交合しなくても射精する。三消の中ではでもっとも難治性である。漢方医学では牛車腎気丸、滋陰降火湯、四物湯、清心蓮子飲、調胃承気湯、麦味地黄丸、八味地黄丸、鹿茸大補湯、六味丸が用いられるが、万病回春によると天花粉を主薬にすべしとある。